# Morskie rasskazy
Morskie rasskazy (Морские рассказы) è un film del 1967 diretto da Aleksej Nikolaevič Sacharov e Aleksandr Svetlov.